# ФК Ројал Унион Сен Жил
ФК Ројал Унион Сен Жил (фр. Royale Union Saint-Gilloise) белгијски је фудбалски клуб из Брисела основан 1897. године. Тренутно се такмичи у Првој лиги Белгије.
Клуб је један од најуспешнијих у историји белгијског фудбала. Oсвојио je једанаест белгијских првенстава између 1904. и 1935. године, што га чини најуспешнијим белгијским клубом пре Другог светског рата, а дванаесту титулу освојио је 2025. године. Боје тима су плава и жута. Тим је традиционално популаран у радничким заједницама јужног Брисела, као и у новије време код имућнијих навијача и радника у европским институцијама. У УЕФА клупским такмичењима први пут је изборио групну фазу у Лиги Европе за сезону 2022/23.

## Успеси

### Национални
- Прва лига Белгије
  - Првак (12) :  1903/04, 1904/05, 1905/06, 1906/07, 1908/09, 1909/10, 1912/13, 1922/23, 1932/33, 1933/34, 1934/35, 2024/25.
  - Вицепрвак (9): 1902/03, 1907/08, 1911/12, 1913/14, 1919/20, 1920/21, 1921/22, 1923/24, 2021/22.
- Друга лига Белгије:
  - Првак (4): 1900/01, 1950/51, 1963/64, 2020/21.
  - Вицепрвак (1): 1967/68.
- Куп Белгије
  - Победник (3) :  1912/13, 1913/14, 2023/24.
- Суперкуп Белгије
  - Победник (1) :  2024.
  - Финалиста (1): 2025.